# Спомен-биста Душку Радовићу у Београду
Спомен-биста Душку Радовићу је споменик у Београду. Налази се у Масариковој улици, у општини Врачар.

## Опште карактеристике
Биста је постављена на самом улазу у зграду Београђанка. Спомен-биста је посвећена Душану Душку Радовићу (Ниш, 29. новембар 1922 — Београд, 16. август 1984), српском песнику, писцу, новинару, афористичару и ТВ уреднику. Радовић је био главни уредник „Пионирских новина”, уредник Програма за децу Радио Београда, уредник Програма за децу Телевизије Београд, уредник листа „Полетарац”, новинар „Борбе” и (од 1975. године) уредник Студија Б.
На постољу спомен-бисте Душку Радовићу уклесане су следеће речи:
„Душан Радовић песник и новинар.”